# Badminton ai XVII Giochi del Mediterraneo - Doppio femminile
Le competizioni di badminton nella categoria doppio femminile si sono tenute fra il 27 e il 30 giugno 2013 alla Mersin University Hall.

## Risultati
Le 4 coppie vengono tutte incluse in un unico gruppo, la classifica del quale determina le posizioni finali. Non viene disputata alcuna fase ad eliminazione diretta, per lo scarso numero di partecipanti.